# Jean-François Decaux
Jean-François Decaux (* 8. März 1959 in Paris, Frankreich) ist ein französischer Unternehmer und Vorstandsvorsitzender des Konzerns JCDecaux.

## Leben
Er ist der Sohn des Firmengründers Jean-Claude Decaux und machte sein Diplom am Institut supérieur de gestion in Paris. Ab 1982 baute Decaux von Hamburg das Deutschlandgeschäft auf.
Seit dem Jahr 2000 ist er im jährlichen Wechsel mit seinem Bruder Jean-Charles Decaux Generaldirektor der JCDecaux SA und Delegierter der Generaldirektion der JCDecaux Holding in Paris. Er ist Mitglied und Präsident des Verwaltungsrats und des Aufsichtsrats verschiedener Beteiligungsfirmen der JCDecaux-Gruppe im In- und Ausland.
| Personendaten    | Personendaten             |
| ---------------- | ------------------------- |
| NAME             | Decaux, Jean-François     |
| KURZBESCHREIBUNG | französischer Unternehmer |
| GEBURTSDATUM     | 8. März 1959              |
| GEBURTSORT       | Paris, Frankreich         |